# John Leslie (físico)
John Leslie (Largo, Fife, 10 de abril de 1766 — Largo, 3 de novembro de 1832) foi um matemático e físico escocês.
Conhecido por suas investigações sobre transmissão e fluxo de calor.

## Obras
- An Experimental Inquiry into the Nature and Propagation of Heat, 1804
- Elements of geometry, geometrical analysis and plane trigonometry, 1809
- A short account of experiments and instruments depending on the relation of air to heat and moisture, 1813
- Elements of natural philosophy, 1823